# Propionsäuremethylester
Propionsäuremethylester ist der Methylester der Propionsäure.

## Gewinnung und Darstellung
Propionsäuremethylester kann durch Veresterung von Propionsäure mit Methanol hergestellt werden.
Industriell wird Propionsäuremethylester durch die Umsetzung von Ethen mit Kohlenmonoxid und Methanol in Gegenwart von Nickeltetracarbonyl bei 160–200 °C und 50 bar hergestellt.

## Eigenschaften
Propionsäuremethylester bildet leicht entzündliche Dampf-Luft-Gemische. Die Verbindung hat einen Flammpunkt von −2 °C. Der Explosionsbereich liegt zwischen 2,4 Vol.‑% (85 g/m³) als untere Explosionsgrenze (UEG) und 13 Vol.‑% als obere Explosionsgrenze (OEG). Experimentell wurden ein unterer Explosionspunkt von −6,5 °C und ein oberer Explosionspunkt von 30 °C bestimmt. Die Sauerstoffgrenzkonzentration liegt bei 7,5 %. Die Zündtemperatur beträgt 460 °C. Der Stoff fällt somit in die Temperaturklasse T1. Unter erhöhtem Druck wird ein starkes Absinken der Zündtemperatur beobachtet.
| Zündtemperaturen unter erhöhtem Druck |        |     |     |     |     |
| Druck                                 | in bar | 1   | 2   | 5   | 10  |
| Zündtemperatur                        | in °C  | 460 | 398 | 284 | 253 |

## Verwendung
Propionsäuremethylester wird als Lösemittel für Lacke und als Grundstoff weiterer Synthesen (z. B. die von Methacrylsäuremethylester, dem Monomer des Acrylglases) verwendet. Auf Grund seines rumartigen Geruchs und Geschmacks wird er auch als Riechstoff und Aroma verwendet.